# Sveto mesto, Suha
Sveto mesto (nemško Heiligenstadt) je naselje v Občini Suha v Okraju Velikovec na Koroškem v Avstriji.